# Родригес, Лукас (футболист, 1997)
Лу́кас «Тити» Родри́гес (исп. Lucas Rodríguez; 27 апреля 1997, Буэнос-Айрес) — аргентинский футболист, полузащитник клуба «Тихуана».

## Клубная карьера
Родригес — воспитанник футбольной академии «Эстудиантес». В 2015 году он был включён в заявку основной команды. 11 июля в матче против «Сан-Мартин Сан-Хуан» Лукас дебютировал в аргентинской Примере. 8 сентября в поединке против «Альдосиви» Родригес забил свой первый гол за «Эстудиантес».
31 декабря 2018 года Родригес был взят клубом MLS «Ди Си Юнайтед» в аренду на один год с опцией выкупа. За «чёрно-красных» дебютировал 3 марта 2019 года в матче первого тура сезона против «Атланты Юнайтед», выйдя в стартовом составе и отметившись голевой передачей. 16 марта 2019 года в матче против «Реал Солт-Лейк» забил свой первый гол за вашингтонский клуб.

## Международная карьера
В 2017 года Родригес в составе молодёжной сборной Аргентины принял участие в молодёжном чемпионате Южной Америки в Эквадоре. На турнире он сыграл в матчах против команд Перу, Боливии, Колумбии, Бразилии, Уругвая а также дважды Венесуэлы. В поединке против боливийцев Лукас забил гол.
В том же году Родригес принял участие в молодёжном чемпионате мира в Южной Корее. На турнире он сыграл в матчах против команд Гвинеи, Англии и Южной Кореи.